# Michael Apted
Michael David Apted (Buckinghamshire, Inglaterra; 10 de febrero de 1941-Los Ángeles, California; 7 de enero de 2021), conocido como Michael Apted, fue un productor, guionista, actor y director de cine británico. Uno de los más prolíficos directores de cine británicos de su generación, es mayormente conocido por su trabajo en la serie de documentales Up y por tres películas: Gorilas en la niebla (1988), The World Is Not Enough (1999), de la saga de James Bond, y Las crónicas de Narnia: la travesía del Viajero del Alba (2010).
El 29 de junio de 2003 fue elegido presidente del Gremio de directores americanos. Dirigió los tres primeros episodios de la serie de televisión Roma. Su largometraje Amazing Grace fue premiado en el Festival Internacional de Cine de Toronto el 16 de septiembre de 2006. 
Fue nombrado compañero de la Orden de San Miguel y San Jorge en 2008.

## Biografía
Michael Apted nació en el seno de una familia de clase media de Aylesbury, en Buckinghamshire (Inglaterra), hijo de Frances Amelia y Ronald William Apted, que trabajaban para una compañía de seguros. Apted consiguió una beca para asistir a la Escuela de Londres. Estudió derecho e historia en el Downing College de la Universidad de Cambridge.

## Filmografía

### Televisión
- Coronation Street (1963–64)
- Haunted (1967)
- There's a hole in your dustbin, Delilah (1968) – guion de Jack Rosenthal
- The Dustbinmen (1969)
- Big Breadwinner Hog (1969)
- The Lovers (1970)
- Another Sunday and Sweet F.A. (1970) – guion de Jack Rosenthal
- Follyfoot (1971)
- The Collection (1976) – guion de Harold Pinter y protagonizada por Laurence Olivier
- Play for Today (1972–77)
- P'tang, Yang, Kipperbang (1982)
- New York News (1994)
- Married in America (2002)
- Roma (2006)

### Cine
- The Triple Echo (1972)
- Stardust (1974)
- The Squeeze (1977)
- Agatha (1979)
- Coal Miner's Daughter (1980)
- Continental Divide (1981)
- Gorky Park (1983)
- Firstborn (1984)
- Bring On the Night (1985)
- Gorilas en la niebla (1988)
- Class Action (1991) (Trad.: Acción judicial; Proceso final (Argentina))
- Corazón trueno (1992) (t.o.: Thunderheart)
- Incident at Oglala (1992)
- Blink (1993)
- Nell (1994)
- Extreme Measures (1996)
- The World Is Not Enough (1999)
- Enigma (2001)
- Nunca más (2002) (t.o.: Enough)
- Amazing Grace (2006)
- Las crónicas de Narnia: la travesía del Viajero del Alba (2010)
- Persiguiendo Mavericks (2012)
- Código abierto (2017)